# Betonmast

De 59,5 meter hoge en 307 ton zware betonmast in Littau (Zwitserland) uit 1990 met twee circuits van 380kV en een van 110 kV. Dit is ook een portaalmast en een afspanmast.

Een betonmast is een bovengrondse mast of een vrijstaande zendmast van gewapend beton, massief of hol.
Betonnen masten worden gewoonlijk vervaardigd in een fabriek en worden op de plaats van installatie opgesteld. 
Er zijn ook betonnen masten die ter plaatse worden gegoten.
De grens tussen betonmasten en betonnen torens zoals de Euromast is niet scherp; betonmasten zijn in tegenstelling tot betonnen torens inwendig meestal niet toegankelijk.
In Nederland komen betonmasten niet voor als hoogspanningsmast.
In Duitsland worden betonmasten normaliter alleen gebruikt voor hoogspanningsleidingen met een bedrijfsspanning tot ongeveer 30 kV, en in uitzonderlijke gevallen ook voor 110 kV-lijnen, zowel voor HVDC-lijnen als voor tractielijnen. In Zwitserland worden zelfs betonmasten met hoogten tot 59,5 meter (hoogste geprefabriceerde betonmast bij Littau) gebruikt voor 380 kV bovengrondse lijnen.
Stortbetonmasten worden en werden ook gebruikt voor constructies van meer dan 60 meter hoog, zoals een 66 meter hoge mast voor een 380 kV-lijn bij de warmte-krachtcentrale Reuter West in Duitsland. 
Dergelijke masten lijken op industriële schoorstenen, en er zijn zelfs structuren die daadwerkelijk als schoorsteen dienen. 
In China zijn enkele hoge masten van bovenleidingen die brede rivieren kruisen uitgevoerd als betonmasten van ter plaatse gestort beton. 
De hoogste van deze masten behoort tot de bovengrondse Yangtze-lijn die Nanjing doorkruist, met een hoogte van 257 meter.
Betonmasten worden ook aangetroffen op bovengrondse spoorlijnen, in Duitsland met een ronde doorsnede, in Oostenrijk met een rechthoekige doorsnede.
Betonnen zendmasten worden vaak gebruikt voor mobieletelefoonnetwerken en als antennesteunen voor televisie- en radiozenders met een klein tot middelgroot vermogen.
In zuidelijk Australie wordt gebruik gemaakt van de Stobie pole, die gemaakt wordt van twee stalen binten met beton ertussen.

Nadeel van betonmasten is dat na verloop van jaren scheurvorming in het beton kan optreden; als de scheuren de wapening bereiken kan dit betonrot tot gevolg hebben.

Betonmasten
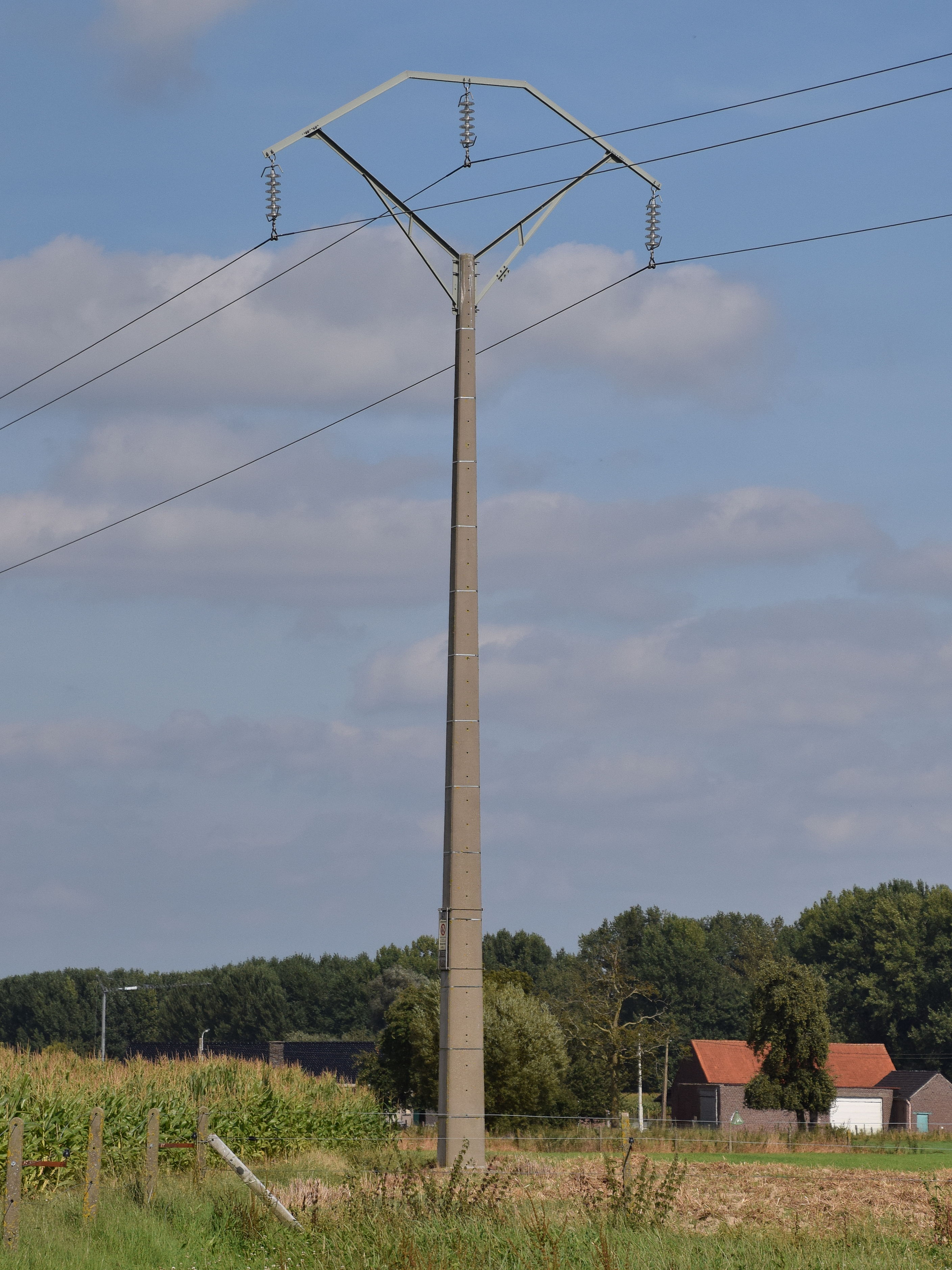
Kleine betonnen deltamast, één circuit van 70kV, in Opwijk, België.
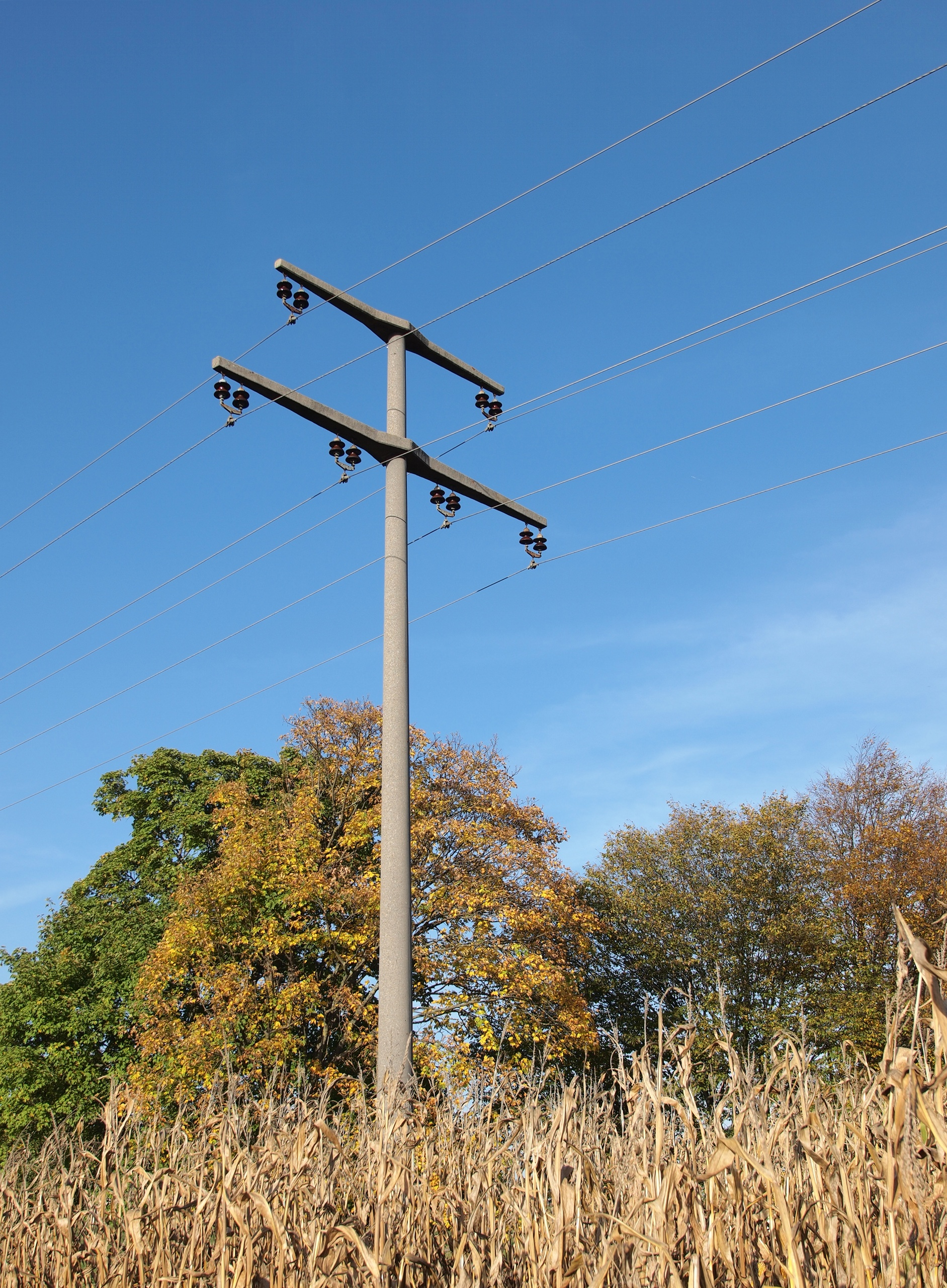
Betonmast met twee circuits van 20kV
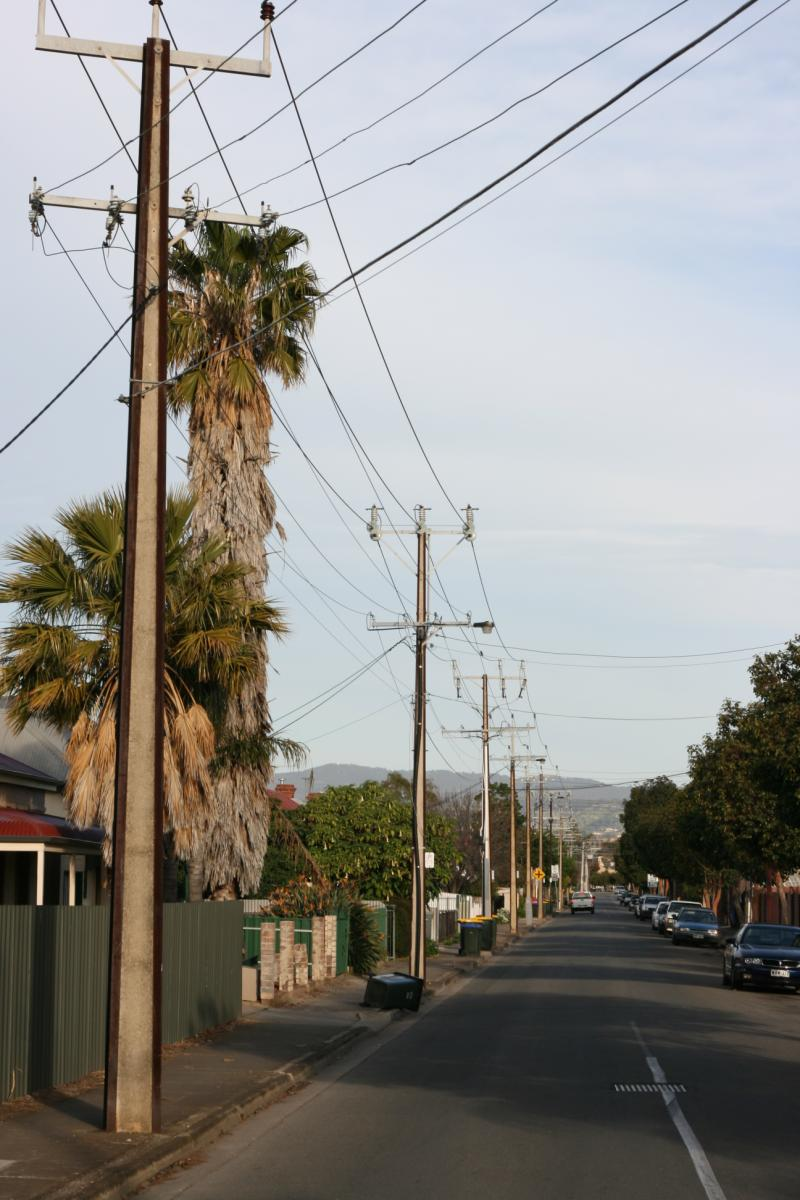
Stobie poles in Adelaide, Australië
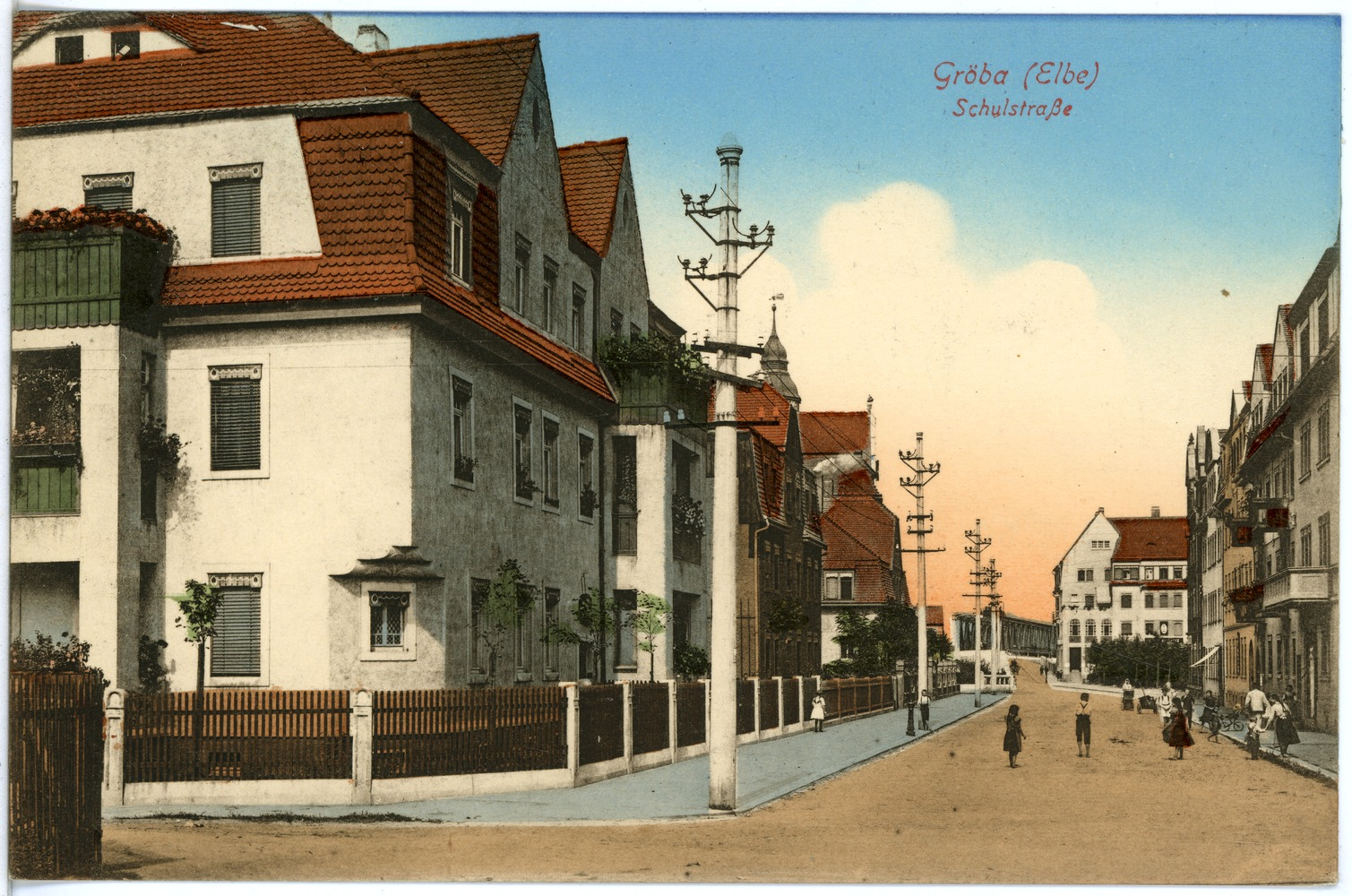
Betonmasten voor laag- en middenspanning in de binnenstad van Gröba, 1914
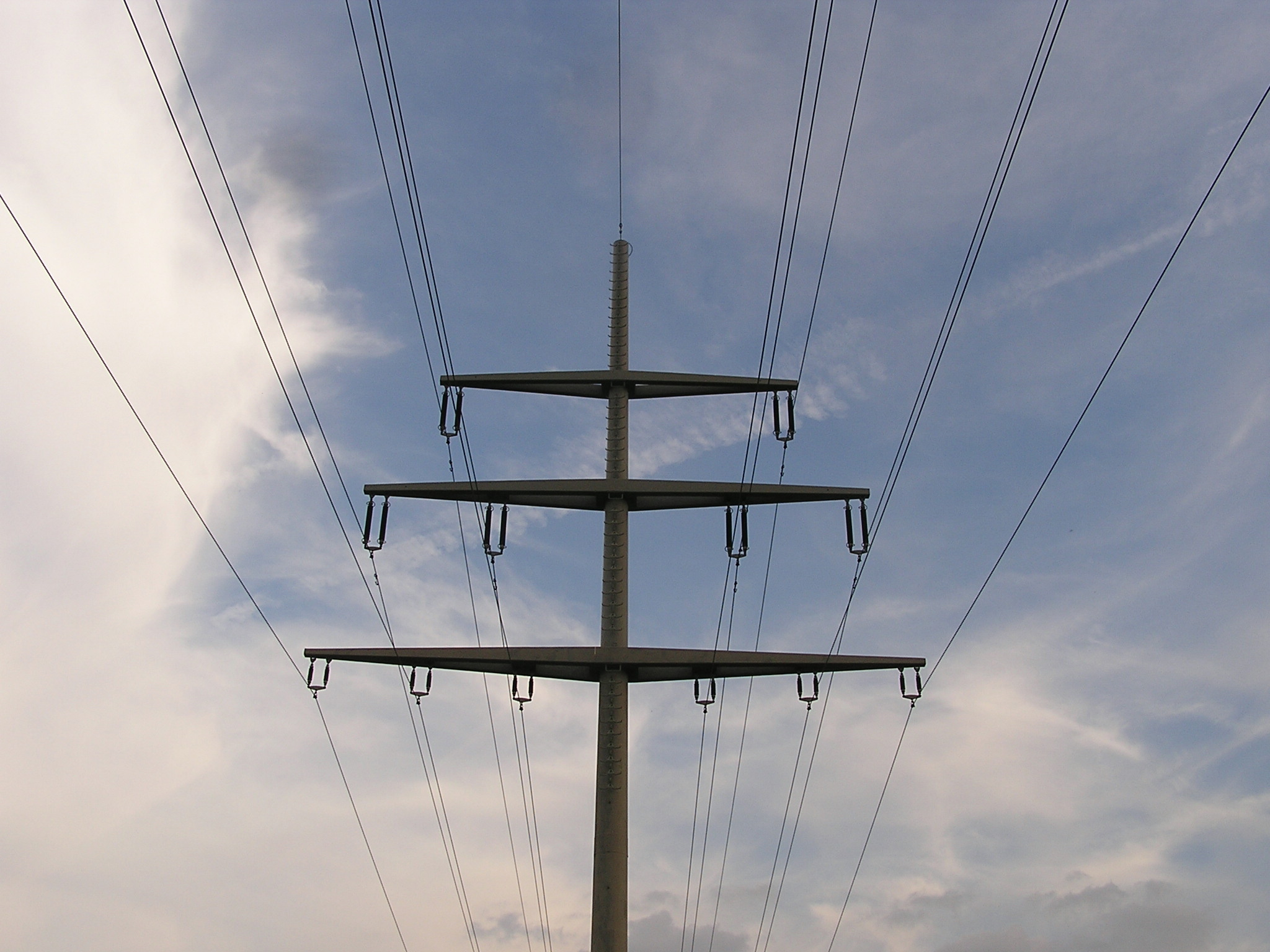
Betonmast met twee circuits van 110 kV en twee van 20 kV
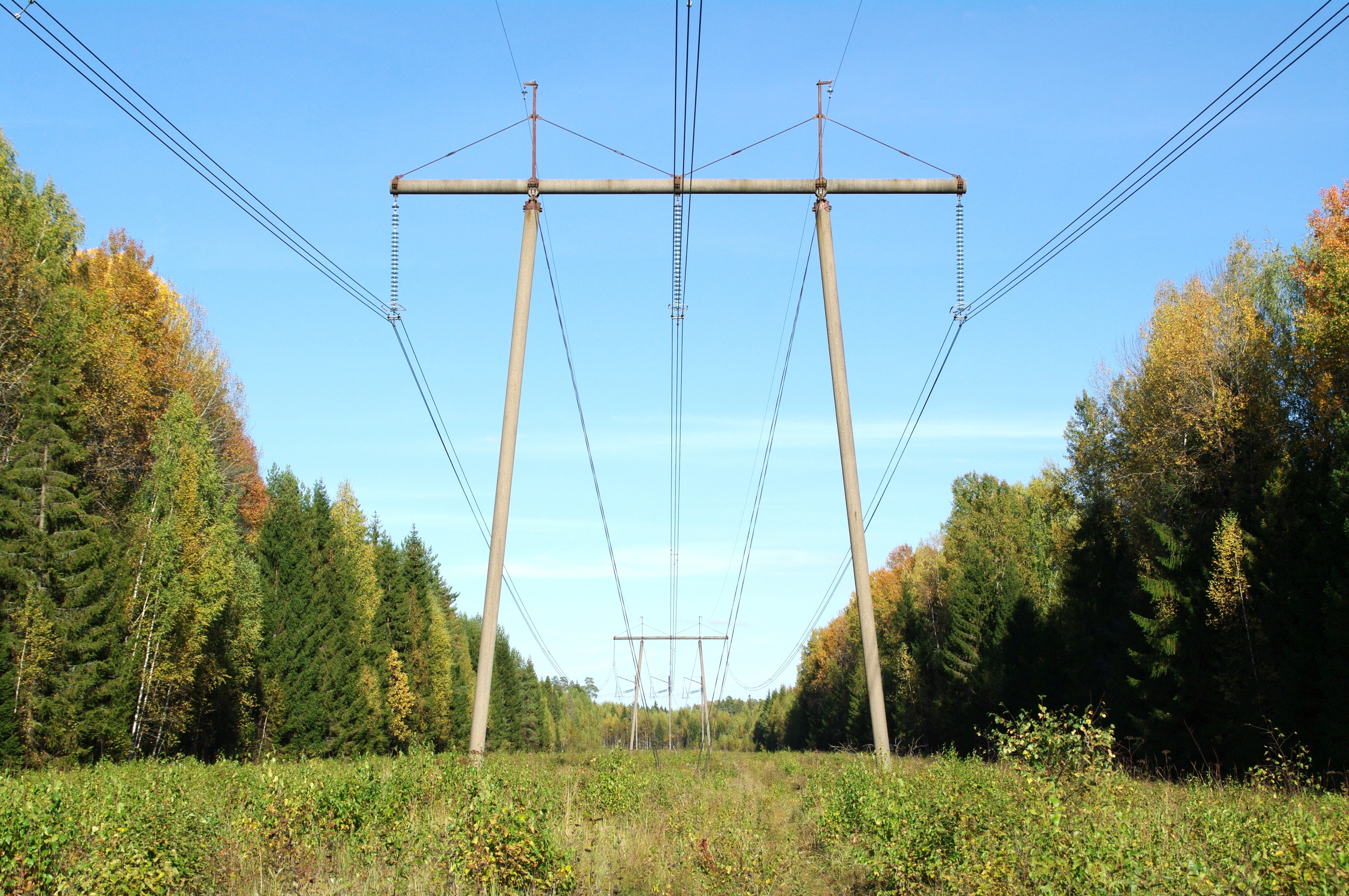
Betonportaalmast in Rusland, 500 kV
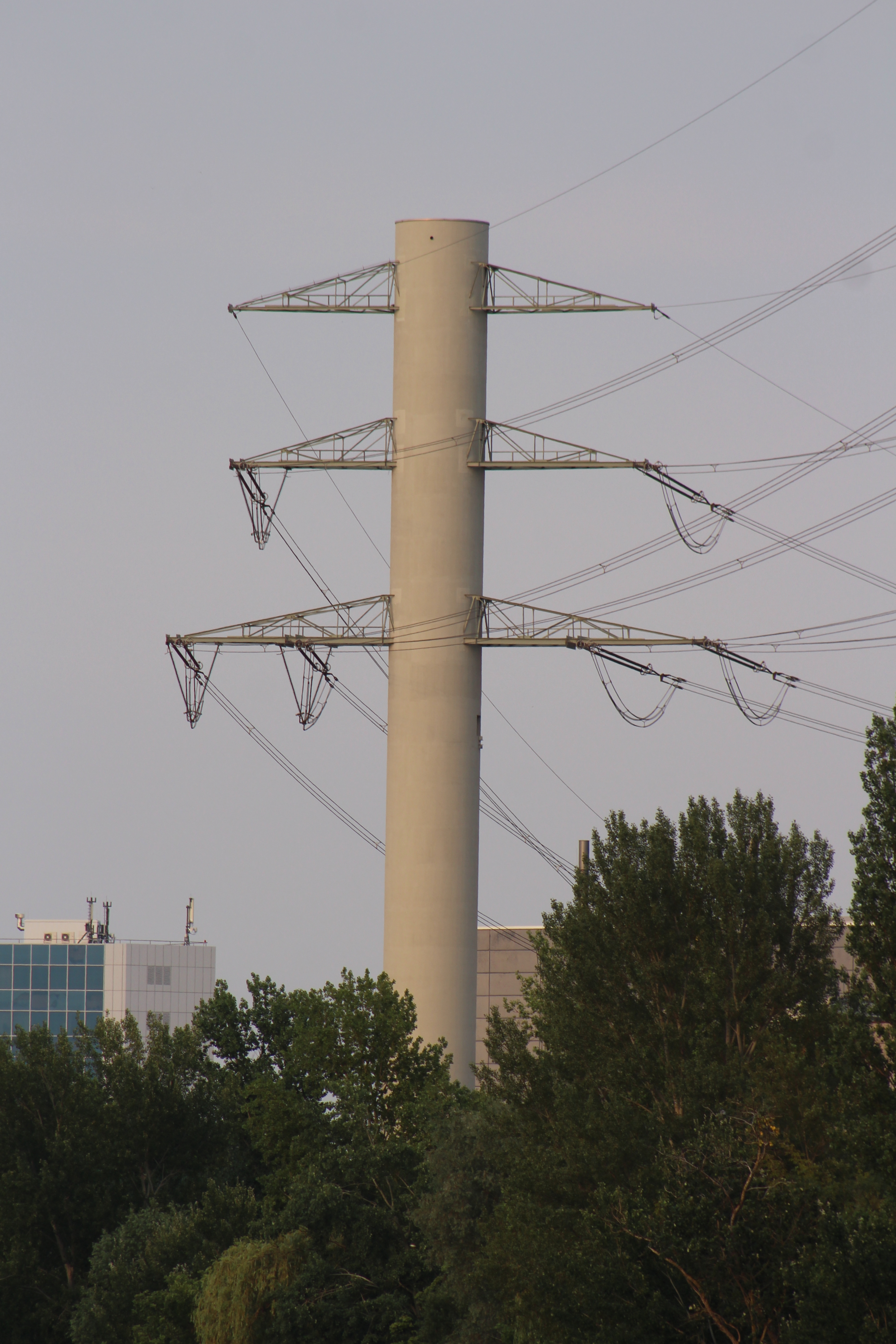
Betonmast in Reuter-West die eruitziet als schoorsteen
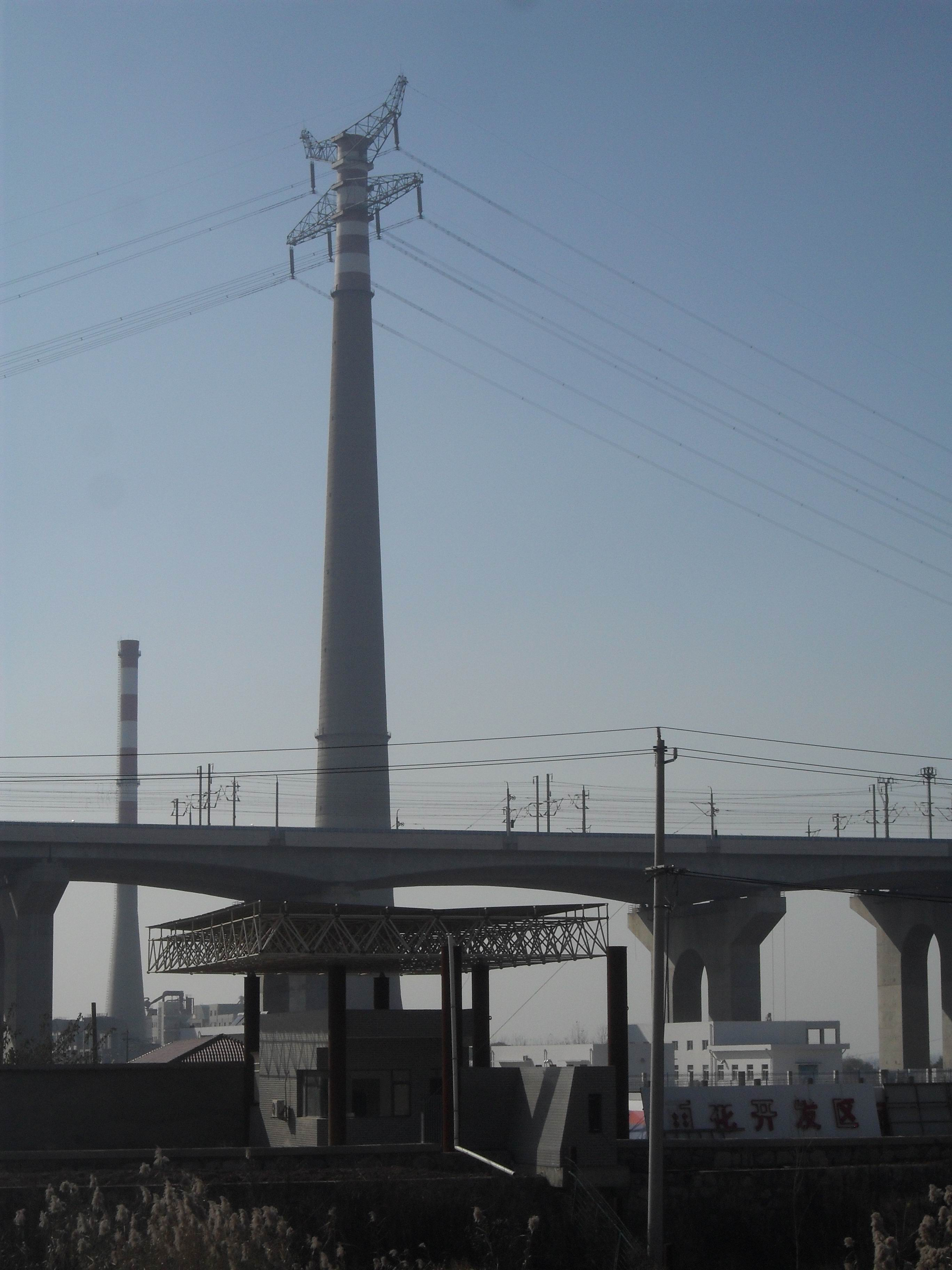
257 meter hoge betonmast van een oversteek over de rivier de Yangtze

Draadslachtoffers - Driefasespanning - Dwarsregeltransformator - Elektriciteitscentrale - Hoogspanningsleiding - Hoogspanningsnet - Kortsluitingen in hoog- en laagspanningsnetten - Netbeheerder - Onderstation - Scheidingsschakelaar - Vermogenschakelaar - Vermogenstransformatorwikkeling - Vermogenstransformator